# Bouchon verseur

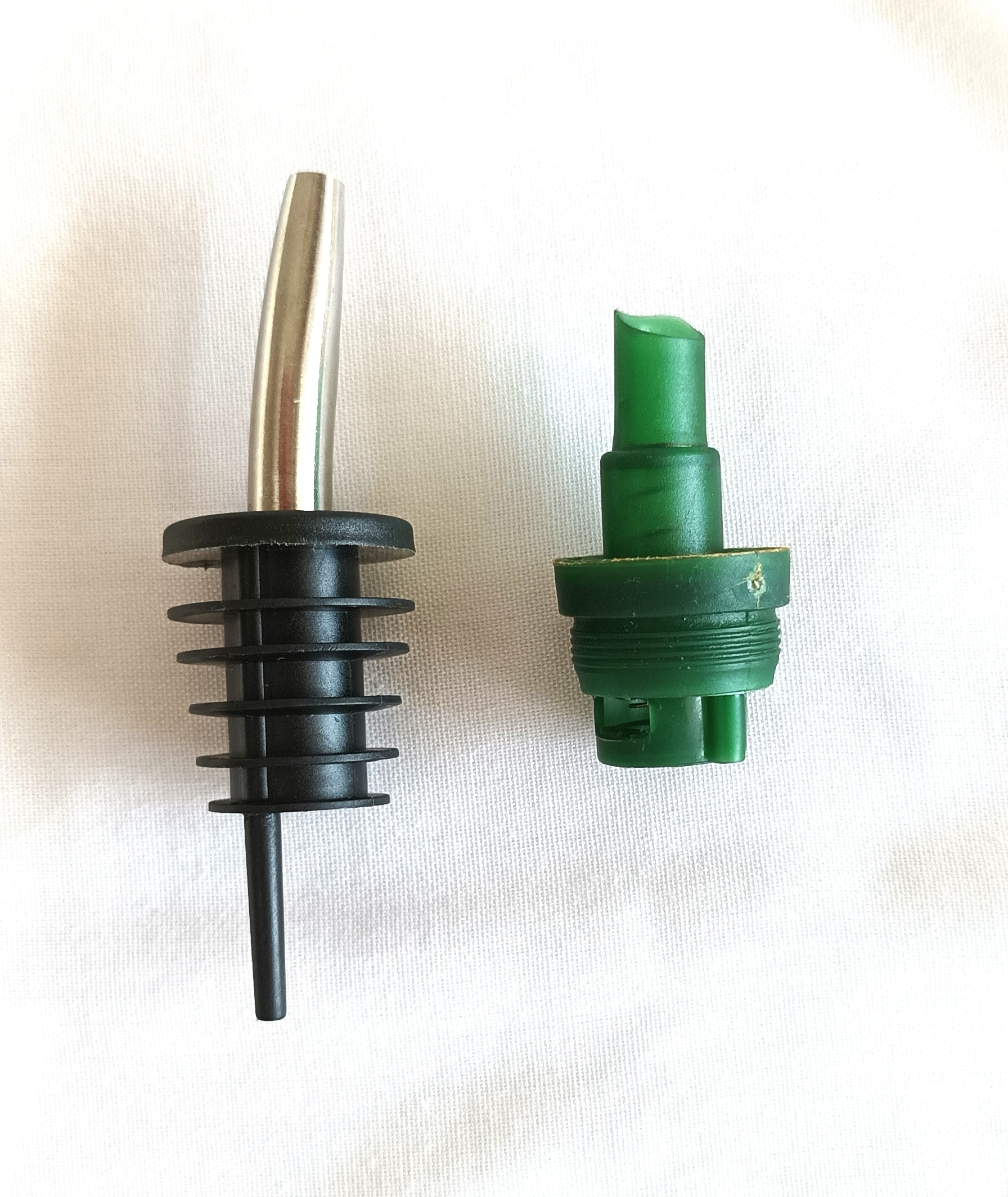
Deux modèles de bouchons verseurs pour huilier et vinaigrier: 1. en métal incurvé (sans clapet mobile) 2. en matière plastique.

Le bouchon verseur est un bouchon troué traversé par un tube. 
Fabriqué en liège, métal ou matière plastique, il permet de laisser passer le contenu du récipient en diminuant son débit.
Selon les modèles, le tube, qui dépasse le bouchon, est incurvé et peut être pourvu d'un clapet mobile à son extrémité.
Il équipe généralement le vinaigrier et l'huilier d'un service de table.
Dans une variante appelée bouchon doseur, le tuyau forme un T à la sortie du bouchon, dont une branche en forme de sphère, la dosette, est destinée à mesurer la quantité de produit à servir.
Ce bouchon est principalement utilisé dans des débits de boissons dont il équipe les bouteilles d'alcool. 
L'opérateur fait transiter le produit dans la sphère qu'il remplit et incline ensuite l'ensemble bouteille/bouchon, de manière à déverser la quantité recueillie dans le verre récepteur.
L'appellation « bouchon doseur » est également utilisée pour désigner une mesure quantitative d'un produit établie par la contenance du bouchon du récipient le contenant.